# Franz Šedivý (heraldiker)
 For alternative betydninger, se Franz Šedivý. (Se også artikler, som begynder med Franz Šedivý)
Franz Joseph Poul Šedivý (født 26. november 1888 på Frederiksberg, død 5. april 1973 på Frederiksberg) var en dansk våbenmaler og heraldiker.
Franz Šedivý var søn af tegneren af samme navn og Anna Amalie Caroline Marie Magdalene Kæmmer. Han gik på Frederiksberg Tekniske Skole 1905-09, på Københavns Tekniske Skole (under Holger Grønvold) 1908-09 og på Skolen for dansk Kunsthåndværk (under Jens Møller-Jensen) 1913. Samme år fik han et legat fra Glashandler Johan Franz Ronges Fond.
Šedivý udførte forskellige restaureringsarbejder for Nationalmuseet mellem 1934 og 1948, bl.a. Inka-tapetet, fajancer, bondestuer på Dansk Folkemuseum og i Frilandsmuseet, dekorationsarbejder, bl.a. på herregården Svanholm (1936) og Museet på Hjerl Hede (1938). Han skabte desuden teaterdekorationer, bl.a. til Betty Nansen Teatret (ca. 1932), Det Ny Teater og Det kgl. Teater.
Han var dernæst våbenmaler ved Ordenskapitlet i tiden 1945-1967, hvor han afløste Johannes Britze. Allerede før sin udnævnelse havde han erfaring med at male byvåbener og i sit embede tegnede han en del våbenskjolde, indtil 1961 også for udenlandske storkorsriddere af Dannebrogordenen.